# Jacco van der Tak
Jacco van der Tak is een Nederlands bestuurder en CDA-politicus. Sinds 9 februari 2023 is hij burgemeester van Barneveld.

## Biografie

### Loopbaan
Hij werkte van 2004 tot 2017 in diverse functies bij Havenbedrijf Rotterdam, daarna werd hij van 2017 tot 2023 directeur Communicatie & Corporate Affairs bij de NS.
Naast diverse bestuursfuncties in de kerk (Protestantse Kerk in Nederland) en het onderwijs, was hij werkzaam in de lokale politiek.
In juni 2019 werd hij verkozen als voorzitter van de provinciale afdeling CDA Utrecht, waar hij in januari 2023 afscheid van nam.
Sinds 9 februari 2023 is hij burgemeester van Barneveld. Als burgemeester maakte hij een podcast over de gemeente en schrijft hij geregeld columns.

### Persoonlijk
Van der Tak is getrouwd en heeft vier dochters. Hij is een zoon van politicus en bestuurder Sjaak van der Tak.